# Granulicella mallensis
Granulicella mallensis es una bacteria gramnegativa del género Granulicella. Fue descrita en el año 2012. Su etimología hace referencia a la reserva Malla, en Finlandia. Es aerobia e inmóvil. Tiene un tamaño de 0,5-0,7 μm de ancho por 0,6-1,3 μm de largo. Forma colonias circulares, lisas y de color blanco o beige claro en agar R2A. Temperatura de crecimiento entre 4-28 °C, óptima de 24-27 °C. Catalasa positiva y oxidasa negativa. Es sensible a ampicilina, kanamicina, tetraciclina, lincomicina, novobiocina y bacitracina. Resistente a eritromicina, cloranfenicol, neomicina, rifampicina, estreptomicina, gentamicina, polimixina y penicilina. Tiene un genoma de 6,2 Mpb y un contenido de G+C de 57,8%. Se ha aislado del suelo de la tundra en Kilpisjärvi, Finlandia. 